# Manuel Duarte (futebolista)
Manuel Almeida Duarte (Celorico da Beira, 29 de maio de 1945 – Fafe, 2 de setembro de 2022) foi um jogador de futebol português que jogava como atacante.

## Carreira
Duarte era atleta do Leixões, quando jogou por duas vezes pela Seleção Portuguesa na preparação para a Copa do Mundo de 1966, ele foi escolhido como um dos 22 jogadores que foi a Copa do Mundo.
Transferiu-se para o Sporting na época 1966/67, em que apontou 11 golos em 21 jogos, antes de perder 'espaço' na temporada seguinte e de se ficar pelo registo de dois golos em 14 partidas até ao final da temporada 1969/70.
O avançado representou o FC Porto em 1970/71, tendo cumprido dois jogos de 'azul e branco', o Varzim em 1971/72 e a AD Fafe, clube da cidade onde viria a permanecer entre 1972 e 1978.
Por fim, encerrou a carreira no Mondinense.
Posteriormente teve fugaz carreira como treinador, obtendo inclusive uma subida de divisão ao serviço do antigo Futebol Clube Felgueiras - conforme consta do livro "Futebol de Felgueiras-Nas Fintas do Tempo", de Armando Pinto.
Morreu a 2 de setembro de 2022, em Fafe, onde residia, na sequência do agravamento de uma condição de saúde preexistente.